# لیگ قهرمانان اروپا ۹۳–۱۹۹۲
لیگ قهرمانان اروپا ۹۳–۱۹۹۲ سی و هشتمین فصل از رقابت‌های فوتبال جام باشگاه‌های اروپا و اولین دورهٔ برگزاری مسابقات تحت عنوان لیگ قهرمانان اروپا بود.
این دومین فصل از رقابت‌‌ها بود که در آن هشت تیم برندهٔ دور دوم، به دو گروه تقسیم می‌شدند و تیم‌های نخست هر یک از گروه‌ ها به دیدار نهایی راه می‌یافتند. علاوه بر این، با توجه به تجزیه اتحاد جماهیر شوروی و یوگسلاوی، کشورهای جدیدی واجد شرایط ورود به این مسابقات شدند و نمایندگان خود را به‌عنوان قهرمان لیگ داخلی راهی این رقابت‌ها کردند، در نتیجه به علت افزایش تعداد تیم‌ها، برگزاری دور مقدماتی لازم بود. اسرائیل و جزایر فارو نیز برای نخستین بار در این مسابقات شرکت کردند.
المپیک مارسی با شکست میلان در فینال، برای نخستین بار قهرمان اروپا شد. با این حال، اندکی پس از این قهرمانی، ادعاهایی پیرامون تبانی مارسی و رئیس آن برنارد تاپی مطرح شد. این ادعا مربوط به یکی از مسابقات لیگ بود که در آن مارسی با غلبه بر والنسین قهرمانی خود در لیگ ۱ را مسجل کرد تا بتواند با خیال آسوده بر روی دیدار برابر میلان تمرکز کند. اعتقاد بر این است که تاپی به والنسین رشوه داد تا در آن مسابقه مغلوب شود و مارسی زودتر به قهرمانی در لیگ فرانسه برسد و بر این اساس فرصت بیشتری برای آماده‌سازی برای فینال لیگ قهرمانان اروپا داشته باشد. این امر باعث شد تا عنوان قهرمانی لیگ توسط فدراسیون فوتبال فرانسه از مارسی سلب شود (به علت آنکه مسابقه مورد نظر در رقابت‌های اروپایی نبود، قهرمانی اروپا سلب نشد). مارسی از دفاع از عنوان قهرمانی در فصل ۹۴–۱۹۹۳ و حضور در جام بین قاره‌ای و سوپر جام محروم شد. در سال ۱۹۹۴ مارسی به لیگ ۲ سقوط کرد.
بارسلونا مدافع عنوان قهرمانی با شکست در دور دوم برابر زسکا مسکو، از گردونه رقابت‌ها حذف شد.

## تیم‌ها
| دور مقدماتی       | دور مقدماتی          | دور مقدماتی      | دور مقدماتی       |
| ----------------- | -------------------- | ---------------- | ----------------- |
| نورما تالین       | KÍ                   | مکابی تل‌آویو     | اسکونتو           |
| والتا             | شلبورن               | المپیا لیوبلیانا | تاوریا سیمفروپول  |
| دور اول           |                      |                  |                   |
| آستریا وین        | کلوب بروژ            | زسکا صوفیه       | آپوئل             |
| اسلوان براتیسلاوا | باشگاه فوتبال لینگبی | لیدز یونایتد     | کوسیسی            |
| المپیک مارسی      | اشتوتگارت            | آ.ا. ک آتن       | فرنتس‌واروش        |
| وایکینگ ریکیاویک  | میلان                | ژالگیریس         | اونیون لوکزامبورگ |
| آیندهوون          | گلنتوران             | وایکینگ          | لخ پوزنان         |
| پورتو             | دینامو بخارست        | زسکا مسکو        | رنجرز             |
| بارسلونا          | گوتبورگ              | سیون             | بشیکتاش           |

## دور مقدماتی
| تیم ۱            | نتیجه‌نهایی | تیم ۲            | بازی رفت | بازی برگشت |
| ---------------- | ---------- | ---------------- | -------- | ---------- |
| شلبورن           | ۱–۲        | تاوریا سیمفروپول | ۰–۰      | ۱–۲        |
| والتا            | ۱–۳        | مکابی تل‌آویو     | ۱–۲      | ۰–۱        |
| KÍ               | ۱–۶        | اسکونتو          | ۱–۳      | ۰–۳        |
| المپیا لیوبلیانا | ۵–۰        | نورما تالین      | ۳–۰      | ۲–۰        |

## دور اول
| تیم ۱             | نتیجه‌نهایی | تیم ۲            | بازی رفت | بازی برگشت |
| ----------------- | ---------- | ---------------- | -------- | ---------- |
| گوتبورگ           | ۳–۲        | بشیکتاش          | ۲–۰      | ۱–۲        |
| لخ پوزنان         | ۲–۰        | اسکونتو          | ۲–۰      | ۰–۰        |
| رنجرز             | ۳–۰        | Lyngby           | ۲–۰      | ۱–۰        |
| اشتوتگارت         | ۳–۳ (۱–۲)  | لیدز یونایتد     | ۳–۰      | ۰–۳        |
| اسلوان براتیسلاوا | ۴–۱        | فرنتس‌واروش       | ۴–۱      | ۰–۰        |
| میلان             | ۷–۰        | المپیا لیوبلیانا | ۴–۰      | ۳–۰        |
| کوسیسی            | ۱–۲        | دینامو بخارست    | ۱–۰      | ۰–۲(و.ا.)  |
| گلنتوران          | ۰–۸        | المپیک مارسی     | ۰–۵      | ۰–۳        |
| مکابی تل‌آویو      | ۰–۴        | کلوب بروژ        | ۰–۱      | ۰–۳        |
| آستریا وین        | ۵–۴        | زسکا صوفیه       | ۳–۱      | ۲–۳        |
| سیون              | ۷–۲        | تاوریا سیمفروپول | ۴–۱      | ۳–۱        |
| اونیون لوکزامبورگ | ۱–۹        | پورتو            | ۱–۴      | ۰–۵        |
| آ.ا. ک آتن        | ۳–۳ (گ.ز.) | آپوئل            | ۱–۱      | ۲–۲        |
| آیندهوون          | ۸–۰        | ژالگیریس         | ۶–۰      | ۲–۰        |
| Víkingur          | ۲–۵        | زسکا مسکو        | ۰–۱      | ۲–۴        |
| بارسلونا          | ۱–۰        | وایکینگ          | ۱–۰      | ۰–۰        |

یادداشت:
1. ↑  به دنبال پیروزی ۳–۰ در خانه و شکست ۱–۴ در خارج از خانه، اشتوتگارت در ابتدا به‌عنوان برنده تلقی شد. پس از بازنگری فیلم بازی برگشت، مشخص شد که اشتوتگارت بیش از تعداد مجاز (۳ بازیکن) از بازیکنان خارجی استفاده کرده‌است؛ بنابراین نتیجه ۳–۰ به نفع لیدز یونایتد شد و در مجموع با تفاضل گل ۰ در بازی خارج از خانه، ۳–۳ مساوی شد. یک مسابقه پلی‌آف در بارسلون برگزار شد و در آن لیدز ۲–۱ به پیروزی رسید.

## دور دوم
| تیم ۱             | نتیجه‌نهایی | تیم ۲        | بازی رفت | بازی برگشت |
| ----------------- | ---------- | ------------ | -------- | ---------- |
| گوتبورگ           | ۴–۰        | لخ پوزنان    | ۱–۰      | ۳–۰        |
| رنجرز             | ۴–۲        | لیدز یونایتد | ۲–۱      | ۲–۱        |
| اسلوان براتیسلاوا | ۰–۵        | میلان        | ۰–۱      | ۰–۴        |
| دینامو بخارست     | ۰–۲        | المپیک مارسی | ۰–۰      | ۰–۲        |
| کلوب بروژ         | ۳–۳ (گ.ز.) | آستریا وین   | ۲–۰      | ۱–۳        |
| سیون              | ۲–۶        | پورتو        | ۲–۲      | ۰–۴        |
| آ.ا. ک آتن        | ۱–۳        | آیندهوون     | ۱–۰      | ۰–۳        |
| زسکا مسکو         | ۴–۳        | بارسلونا     | ۱–۱      | ۳–۲        |

## مرحله گروهی
مرحله گروهی ۲۵ نوامبر ۱۹۹۲ شروع شد و ۲۱ آوریل ۱۹۹۳ به پایان رسید. هشت تیم به دو گروه چهار تیمی تقسیم شدند و تیم‌های هر گروه به صورت رفت و برگشت به مصاف یکدیگر رفته و هر تیم شش مسابقه برگزار کرد. تیم‌ها برای هر برد دو امتیاز و برای هر تساوی یک امتیاز کسب کردند. در پایان مرحله گروهی تیم‌های نخست هر گروه راهی فینال مسابقات شدند.

### گروه A
| جایگاه | تیم          | بازی | برد | تساوی | باخت | گل‌ز | گل‌خ | ت‌گل | امتیاز | صلاحیت           |
| ------ | ------------ | ---- | --- | ----- | ---- | --- | --- | --- | ------ | ---------------- |
| ۱      | المپیک مارسی | ۶    | ۳   | ۳     | ۰    | ۱۴  | ۴   | ۱۰+ | ۹      | راهیابی به فینال |
| ۲      | رنجرز        | ۶    | ۲   | ۴     | ۰    | ۷   | ۵   | ۲+  | ۸      |                  |
| ۳      | کلوب بروژ    | ۶    | ۲   | ۱     | ۳    | ۵   | ۸   | ۳−  | ۵      |                  |
| ۴      | زسکا مسکو    | ۶    | ۰   | ۲     | ۴    | ۲   | ۱۱  | ۹−  | ۲      |                  |

| رنجرز                    | ۲–۲   | المپیک مارسی          |
| ------------------------ | ----- | --------------------- |
| McSwegan ۷۶' · هاتلی ۸۲' | گزارش | بوکشیچ ۳۱' · فولر ۵۵' |

| کلوب بروژ   | ۱–۰   | زسکا مسکو |
| ----------- | ----- | --------- |
| آموکاچی ۱۷' | گزارش |           |

| المپیک مارسی                    | ۳–۰   | کلوب بروژ |
| ------------------------------- | ----- | --------- |
| سوازی ۴' (پ.) · بوکشیچ ۱۰'، ۲۶' | گزارش |           |

| زسکا مسکو | ۰–۱   | رنجرز        |
| --------- | ----- | ------------ |
|           | گزارش | Ferguson ۱۳' |

}}
| زسکا مسکو    | ۱–۱   | المپیک مارسی |
| ------------ | ----- | ------------ |
| Faizulin ۵۵' | گزارش | پله ۲۷'      |

| کلوب بروژ      | ۱–۱   | رنجرز       |
| -------------- | ----- | ----------- |
| Dziubiński ۴۴' | گزارش | هویسترا ۷۲' |

| المپیک مارسی                                              | ۶–۰   | زسکا مسکو |
| --------------------------------------------------------- | ----- | --------- |
| سوازی ۴' (پ.)، ۳۴'، ۴۸' · پله ۴۲' · فراری ۷۰' · دسایی ۷۸' | گزارش |           |

| رنجرز                    | ۲–۱   | کلوب بروژ   |
| ------------------------ | ----- | ----------- |
| Durrant ۴۰' · Nisbet ۷۱' | گزارش | استیلنس ۵۲' |

| المپیک مارسی | ۱–۱   | رنجرز       |
| ------------ | ----- | ----------- |
| سوازی ۱۸'    | گزارش | Durrant ۵۲' |

| زسکا مسکو    | ۱–۲   | کلوب بروژ                  |
| ------------ | ----- | -------------------------- |
| Sergeyev ۱۸' | گزارش | Schaessens ۴۳' · فرهین ۸۳' |

| کلوب بروژ | ۰–۱   | المپیک مارسی |
| --------- | ----- | ------------ |
|           | گزارش | بوکشیچ ۲'    |

| رنجرز | ۰–۰   | زسکا مسکو |
| ----- | ----- | --------- |
|       | گزارش |           |

### گروه B
| جایگاه | تیم      | بازی | برد | تساوی | باخت | گل‌ز | گل‌خ | ت‌گل | امتیاز | صلاحیت           |
| ------ | -------- | ---- | --- | ----- | ---- | --- | --- | --- | ------ | ---------------- |
| ۱      | میلان    | ۶    | ۶   | ۰     | ۰    | ۱۱  | ۱   | ۱۰+ | ۱۲     | راهیابی به فینال |
| ۲      | گوتبورگ  | ۶    | ۳   | ۰     | ۳    | ۷   | ۸   | ۱−  | ۶      |                  |
| ۳      | پورتو    | ۶    | ۲   | ۱     | ۳    | ۵   | ۵   | ۰   | ۵      |                  |
| ۴      | آیندهوون | ۶    | ۰   | ۱     | ۵    | ۴   | ۱۳  | ۹−  | ۱      |                  |

| میلان                             | ۴–۰   | گوتبورگ |
| --------------------------------- | ----- | ------- |
| فان باستن ۳۳'، ۵۲' (پ.)، ۶۱'، ۶۲' | گزارش |         |

| پورتو                         | ۲–۲   | آیندهوون         |
| ----------------------------- | ----- | ---------------- |
| Magalhães ۳۵' · Zé Carlos ۷۵' | گزارش | روماریو ۴۳'، ۶۰' |

| گوتبورگ         | ۱–۰   | پورتو |
| --------------- | ----- | ----- |
| P. Eriksson ۸۷' | گزارش |       |

| آیندهوون    | ۱–۲   | میلان                   |
| ----------- | ----- | ----------------------- |
| روماریو ۶۶' | گزارش | ریکارد ۱۹' · سیمونه ۶۲' |

| آیندهوون | ۱–۳   | گوتبورگ                           |
| -------- | ----- | --------------------------------- |
| نومن ۷'  | گزارش | M. Nilsson ۱۹' · Ekström ۳۴'، ۴۴' |

| پورتو | ۰–۱   | میلان    |
| ----- | ----- | -------- |
|       | گزارش | پاپن ۷۱' |

| گوتبورگ                                      | ۳–۰   | آیندهوون |
| -------------------------------------------- | ----- | -------- |
| M. Nilsson ۲' · Ekström ۴۴' · Martinsson ۴۸' | گزارش |          |

| میلان      | ۱–۰   | پورتو |
| ---------- | ----- | ----- |
| ارانیو ۳۱' | گزارش |       |

| گوتبورگ | ۰–۱   | میلان      |
| ------- | ----- | ---------- |
|         | گزارش | ماسارو ۷۰' |

| آیندهوون | ۰–۱   | پورتو              |
| -------- | ----- | ------------------ |
|          | گزارش | Zé Carlos ۷۷' (پ.) |

| میلان          | ۲–۰   | آیندهوون |
| -------------- | ----- | -------- |
| سیمونه ۵'، ۱۸' | گزارش |          |

| پورتو                       | ۲–۰   | گوتبورگ |
| --------------------------- | ----- | ------- |
| Zé Carlos ۴۲' · Timofte ۵۶' | گزارش |         |

## فینال
| المپیک مارسی | ۱–۰   | میلان |
| ------------ | ----- | ----- |
| بولی ۴۳'     | گزارش |       |

## قهرمان
| قهرمان لیگ قهرمانان اروپا ٩٣-١٩٩٢ |
| --------------------------------- |
| المپیک مارسی                      |
| اولین قهرمانی                     |

## گلزنان برتر
گلزنان برتر لیگ قهرمانان اروپا ۹۳–۱۹۹۲ (بدون در نظر گرفتن مرحله مقدماتی) به شرح زیر است:
| رتبه | نام             | تیم          | تعداد گل |
| ---- | --------------- | ------------ | -------- |
| ۱    | روماریو         | آیندهوون     | ۷        |
| ۲    | مارکو فان باستن | میلان        | ۶        |
| ۲    | فرانک سوازی     | المپیک مارسی | ۶        |
| ۲    | آلن بوکشیچ      | المپیک مارسی | ۶        |
| ۵    | Johnny Ekström  | گوتبورگ      | ۵        |
| ۶    | مارکو سیمونه    | میلان        | ۴        |
| ۶    | گرت فرهین       | کلوب بروژ    | ۴        |
| ۶    | Zé Carlos       | پورتو        | ۴        |
| ۶    | امیل کوستادینف  | پورتو        | ۴        |
| ۶    | تولیو           | سیون         | ۴        |